# Bevakningsbåt typ 60
Bevakningsbåt typ 60, senare ombenämnd Bevakningsbåt typ 70, är en fartygsklass av bevakningsbåtar som tidigare användes i Svenska marinen. Fartygsklassen introducerades 1959 och ersatte då vedettbåten av Jägaren-klass från 1930-talet. 
Bevakningsbåtarna modifierades under 1980-talet varvid de ombenämndes Bevakningsbåt typ 70. Härefter kvarstod de i tjänst inom Marinen in på 2000-talet då de successivt ersattes av Bevakningsbåt typ 80 (Tapper-klass). Numera tillhör några av fartygen Sjövärnskåren där de används som utbildningsfartyg.

## Fartyg
Följande fartyg ingår i klassen, fetmarkerade är ännu i tjänst hos SVK:
- HMS Torskär (61)
- HMS Väderskär (62)
- HMS Ekeskär (63)
- HMS Skifteskär (64)
- HMS Gråskär (65)
- HMS Örskär (66)
- HMS Vitaskär (67)
- HMS Altarskär (68)
- HMS Eggskär (69)
- HMS Hojskär (70)
- HMS Getorskär (71)
- HMS Flaggskär (72)
- HMS Häradsskär (73)
- HMS Bredskär (74)
- HMS Sprängskär (75)
- HMS Hamnskär (76)
- HMS Huvudskär (77)